# Боле, Герман
Герман Боле (нем. Hermann Bollé; 18 октября 1845, Кёльн, Рейнская провинция — 17 апреля 1926, Загреб) — австрийский архитектор, специализировавшийся на проектировании церквей и храмов на территории современной Хорватии.

## Биография
Боле родился в Кёльне, в семье французов-гугенотов, работавших над строительством Кёльнского собора. После окончания строительно-ремесленной школы, Боле работал в архитектурных ателье Генриха Витазе и Фридриха фон Шмидта. В 1873 году Боле занялся изучением старинных памятников, вследствие чего он спустя три года оказался в Италии, где познакомился с хорватским епископом Йосипом Юраем Штросмайером и художником Изидором Кршняви, после встречи с которыми Боле отправился в Хорватию. Первыми проектами Боле в Хорватии стали доработка незавершённых Фридрихом фон Шмидтом чертежей собора Святого Петра в Джяково и здания Югославской академии наук и искусств, после чего он занялся восстановлением собора в Загребе после землетрясения 1880 года, перестройкой грекокатолического собора в Крижевцах в 1895—1897 гг., проектированием главного здания Мирогойского кладбища и постройкой музея декоративно-прикладного искусства в Загребе. Умер Боле в Загребе в 1926 году.

## Работы

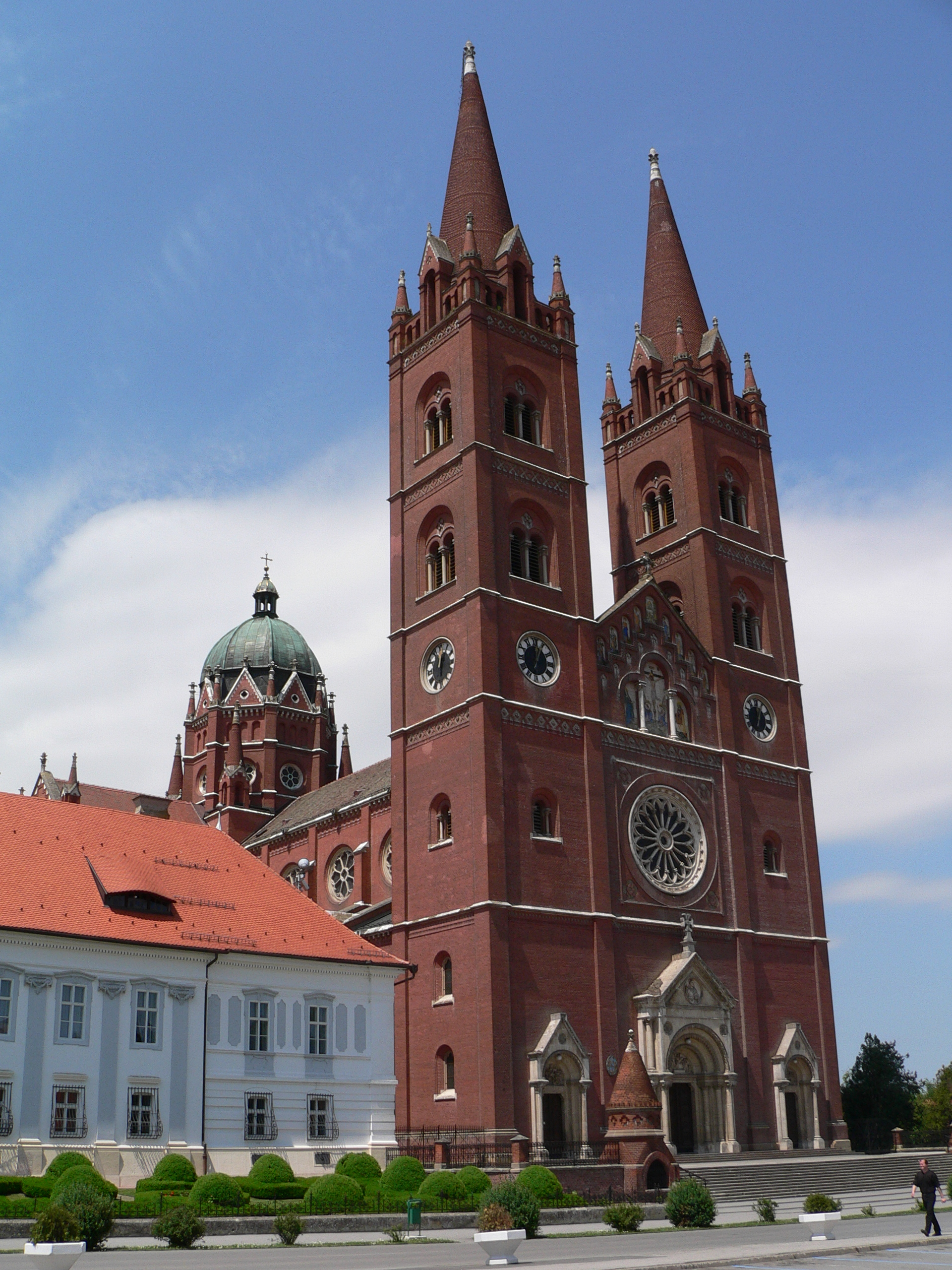
Собор в Джяково
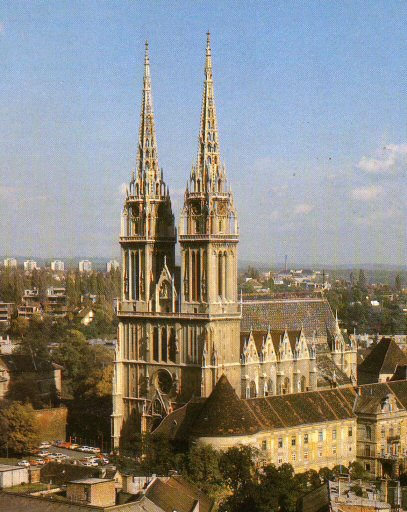
Загребский собор
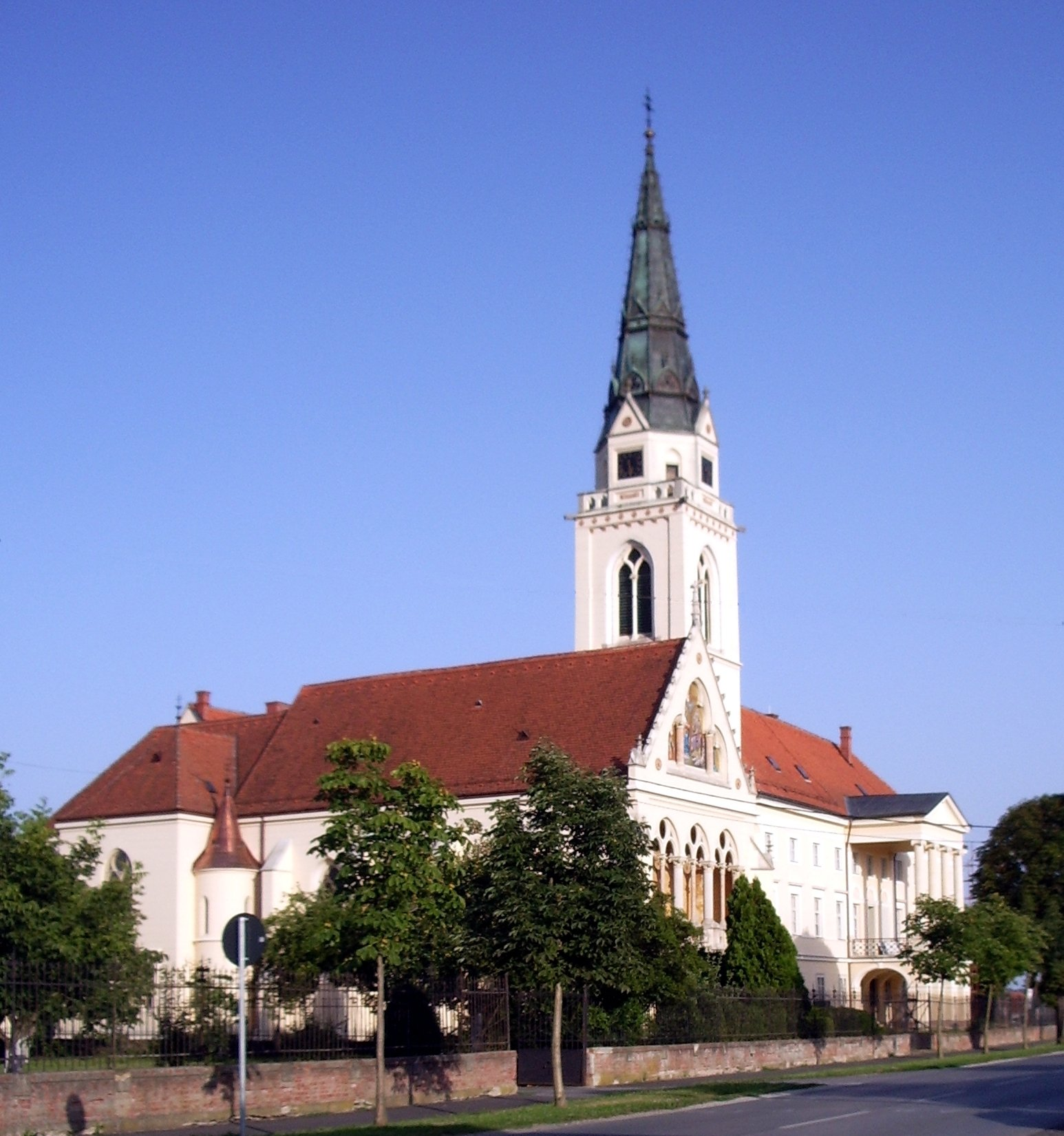
Собор в Крижевцах
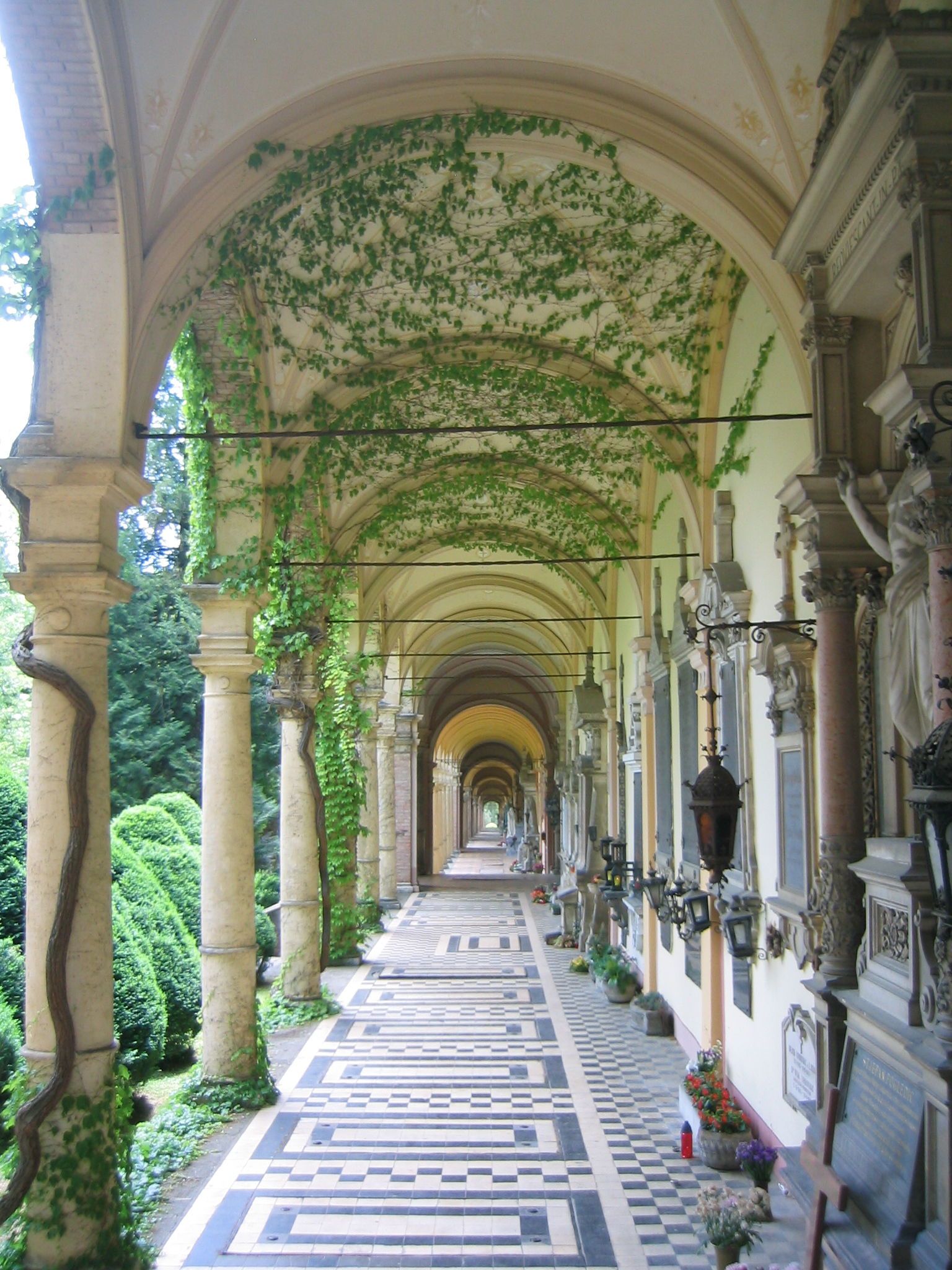
Мирогой
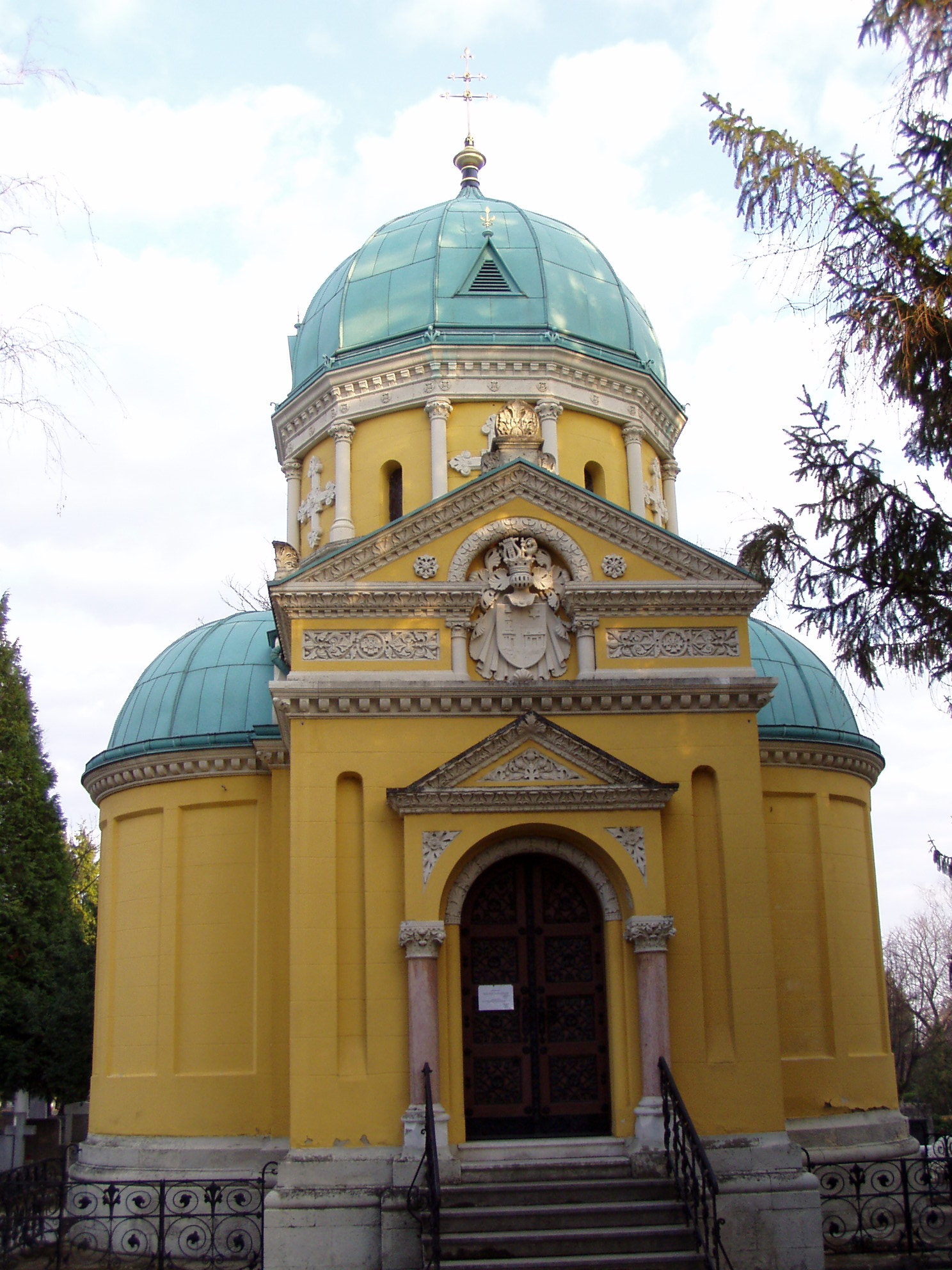
Часовня Петра и Павла на Мирогое (Загреб)